# Антени (біологія)

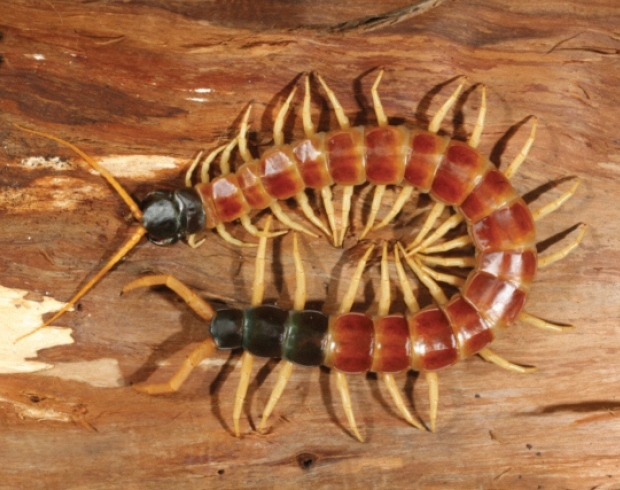
Багатоніжка сколопендра (Scolopendra heros). У всіх багатоніжок на голові дві дуже рухливі антени. А у сколопендр на задньому кінці тіла ще й пара ніг, схожих на антени — витягнутих і спрямованих не в боки, а назад. Вони, дійсно, виконують функцію антен — обмацують простір, коли тварина задкує. Адже розвертатися при такій кількості ніг складно й довго, особливо якщо багатоніжка знаходиться у вузький щілині або під землею

Анте́ни, антенули (вусики, сяжки) — парні придатки найпершого членика голови членистоногих. Утворилися в ході еволюції, коли декілька перших члеників тіла увійшли до складу голови. Вони злилися між собою, а їх кінцівки утворили придатки голови. Зокрема, антени утворилися з однієї або двох пар кінцівок, що були на першому (або двох перших) членикові тіла предків членистоногих. Тож, у членистоногих вусики й ноги є гомологічними органами.

## Загальні відомості
Антени мають ракоподібні, багатоніжки, частина прихованощелепних і комахи; хеліцерові і безвусикові антен не мають. Форма антен дуже різноманітна, оскільки тварини ведуть дуже різний спосіб життя. Початкова функція антен — органи чуття. У цій якості вони можуть бути оснащені рецепторами сприймання дотику, тепла, руху повітря або води, і найчастіше — хімічного чуття (нюху й смаку). У багатьох випадках вони мають ще й додаткові функції: беруть участь у паруванні, догляді за потомством, плаванні, прикріпленні до субстрату.
Часто антени називають вусиками, але це небажано. Адже вусиками іменують і видозмінені органи у рослин (горох, виноград), і невеличкі вуса у людини, і вібриси ссавців. Усі ці «вуса» мають різну будову, різне походження і іменувати їх однаково не варто.

## Ракоподібні
У цих тварин дві пари антен. Перша пара — звичайно, короткі й розгалужені, антени другої пари у більшості не розгалужені і довгі (річкові раки, креветки). Щоправда, у крабів, омарів і реміпедій друга пара антен таки роздвоєна та коротка, а у вусоногих їх немає зовсім. Усі антени членисті, їх членики з'єднані з мускулатурою, це дає можливість вільних рухів ними. Личинки багатьох ракоподібних використовують антени для плавання. Вусоногі, ведучи нерухомий спосіб життя, за допомогою своїх коротких антен прикріплюються до субстрату.
|              | Веслоногі | Рівноногі | Бокоплави | Десятиногі | Десятиногі | Реміпедії | Вусоногі |
| ------------ | --------- | --------- | --------- | ---------- | ---------- | --------- | -------- |
| Перші антени |           |           |           |            |            |           |          |
| Другі антени |           |           |           |            |            |           | Відсутні |

## Комахи

Голова жука вусача Prionus californicus

Усі дорослі комахи мають одну пару антен на лицьовій частині голови. Це видозмінені кінцівки другого членика тіла, який в ході еволюції увійшов до складу голови. Антени закріплені, звичайно, поміж очима, в двох ямках, оточених кільцевим підвищенням. У ямці є вирост, до якого, власне, і кріпиться антена.

### Будова антен

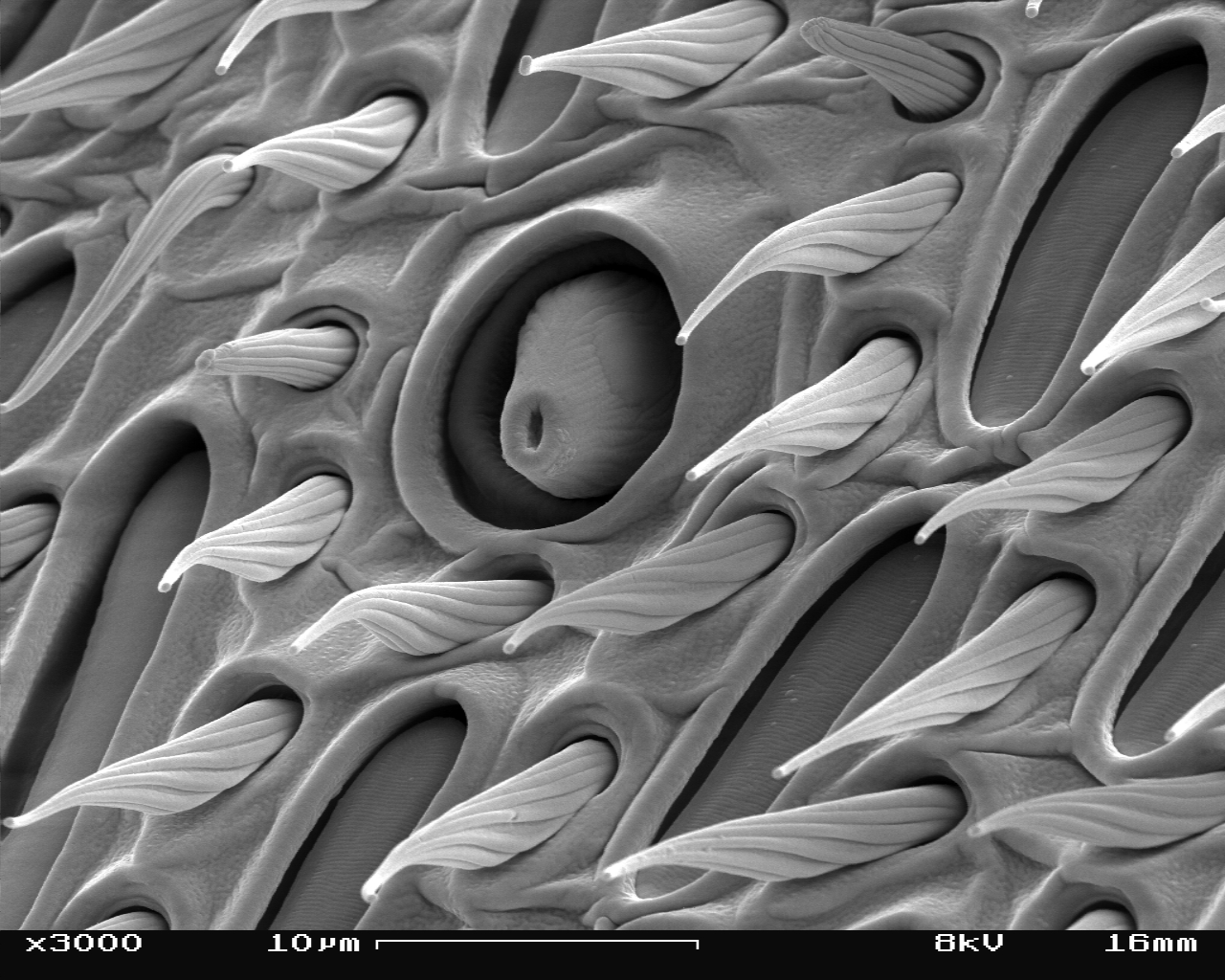
Поверхня антени звичайної оси (Vespula vulgaris), вкрита рецепторами. (Фото зроблене у скануючому електронному мікроскопі)

Типова антена комах складається з потовщеного базового членика (скапуса), ніжки (педіцелла) — другого знизу членика; сукупність решти члеників утворюють джгутик (флагеллум). У личинок вусики коротші і тонкіші, ніж у імаго. До скапусу кріпляться м'язи, які рухають всією антеною.

Типи антен комах. Схема далеко не вичерпує усіх можливих варіантів будови антен, фахівці розрізняють ще чоткоподібні, веретеноподібні, ниткоподібні тощо

Розміри антен у комах варіюють у широких межах. Вони можуть бути у декілька разів довшими від тіла (жуки-вусачі, коники), а у багатьох груп — ледь помітними (бабки, мухи, поденки, блохи, цикади, водяні клопи). Кількість члеників антени доходить до 60-ти (деякі перетинчастокрилі). За формою антени дуже різноманітні і, часом, є важливою таксономічною ознакою. Наприклад, у твердокрилих вони 11- або 12 членикові. Антени самця й самиці часто відрізняються (статевий диморфізм).

### Функції антен
У комах антени рясно вкриті рецепторами, що сприймають дотик та хімічні речовини. Імпульси від цих рецепторів надходять до тіл нейронів головного мозку. Це встановлено електроантенографією цих імпульсів. Крім основної функції (дотик, нюх), антени комах можуть виконувати й інші. У жуків-водолюбів антени утворюють трубочку, через яку комаха одержує надводне повітря. Личинки цих же жуків за допомогою антен утримують здобич, а самець одного виду водомірок — самицю при паруванні. У водяних клопів гладишів антени виконують роль органа рівноваги. У північноамериканського метелика монарха в антенах знаходяться датчики часу «сонячного компасу», що забезпечує орієнтацію за сонцем під час регулярних далеких міграцій. У нічних метеликів бражників у польоті антени сигналізують про відхилення положення тіла від узятого курсу. Це дозволяє зробити польот стабільним вночі, коли неможлива візуальна орієнтація.
Функція антен тісно пов'язана з їх формою. Зокрема, колінчасті антени дають можливість пластинчастовусим жукам і довгоносикам щільно притискувати їх (разом з ногами) до тулуба, коли у разі небезпеки жук імітує смерть (танатоз). Такі антени дозволяють піднести їх джгутик дуже близько до джерела запаху. Тому їх мають бджоли (для розпізнавання квітів) і мурашки (вони за допомогою запахів спілкуються між собою).